# N360 (België)
De N360 is een korte gewestweg in de Belgische provincie West-Vlaanderen. De weg verbindt Knokke met Het Zoute, beide op grondgebied van de gemeente Knokke-Heist. De weg heeft een totale lengte van ruim 1 kilometer.

## Traject
De N360 loopt vanaf de N34/N49c naar het noordoosten, richting Het Zoute via de volledige Elizabetlaan.